# Karolien Verlinden
Karolien Verlinden is een Belgische danseres en choreografe, opgeleid aan de Rotterdamse Dansacademie (CODARTS).
Ze danste en speelde in verschillende producties van Meekers: Uitgesproken Dans, Keskiespace, Theatergroep Max en Sermoen. Ze was choreografe bij Meekers voor de De wassen neuzen show. 
Samen met Wannes Deneer en Jef Van gestel richtte ze het collectief Tuning People op. Dat resulteerde in de creatie van Tuning people#1, Madame fataal, Yvod/Robot, Tape voor kleuters (i.s.m. Fabuleus), Halve Mens, Wijland, DaDaKaKa en Bonte Nacht. 
Bij Fabuleus was ze verantwoordelijk, samen met Tuning People, voor de creatie van de voorstellingen Pitsers en dUb. Bij Theater de Spiegel creëerde ze de voorstelling Mouw. Bij TG electra was ze actief als choreografe voor This place is looking for better men. Bij Tuning People en HETPALEIS choreografeerde ze Synchroon. In seizoen 2018/2019 was Karolien te zien in de dansvoorstelling ChitChat van Maas theater en dans en Tuning People.